# Olla (receta)

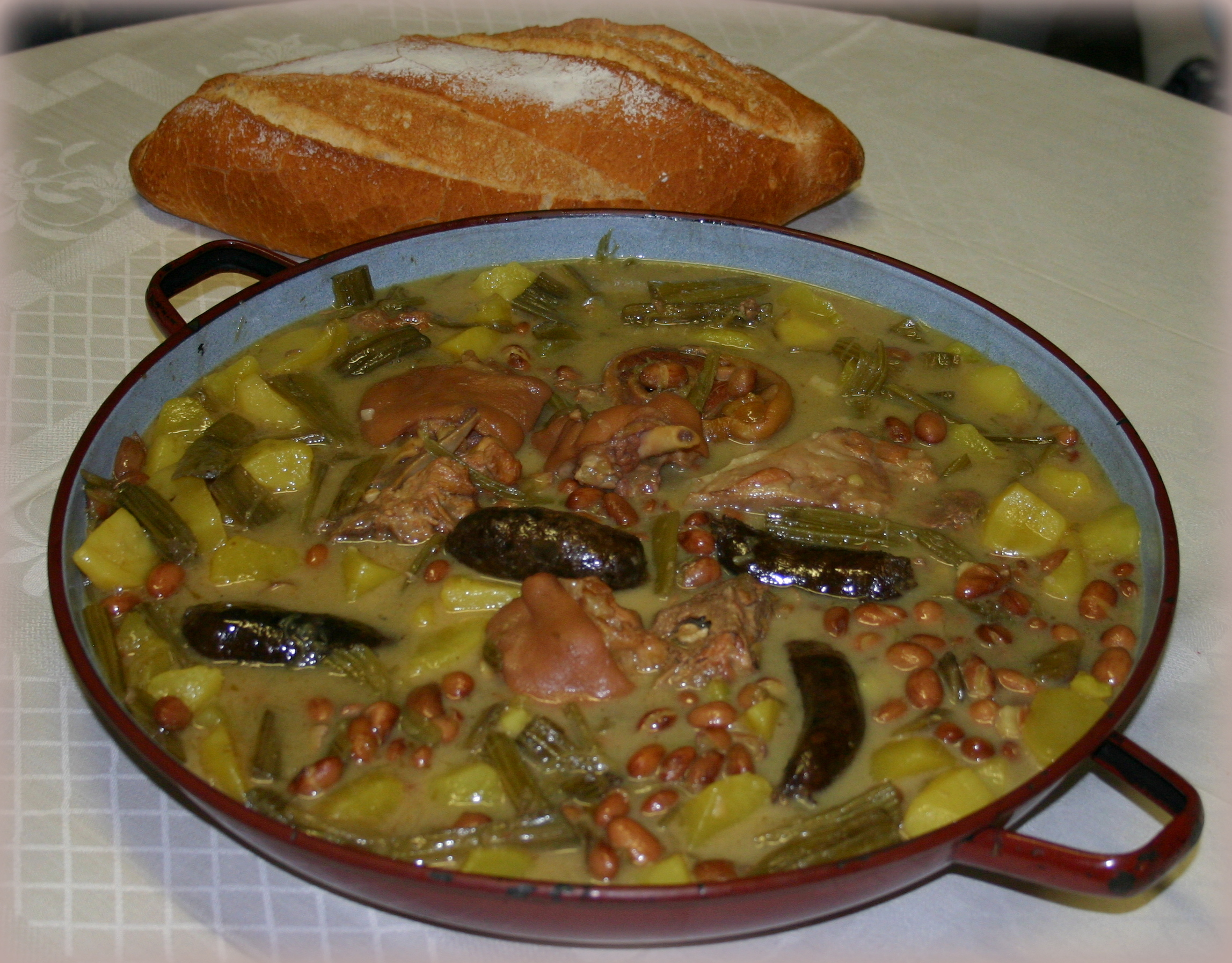
Olla Cofrentina

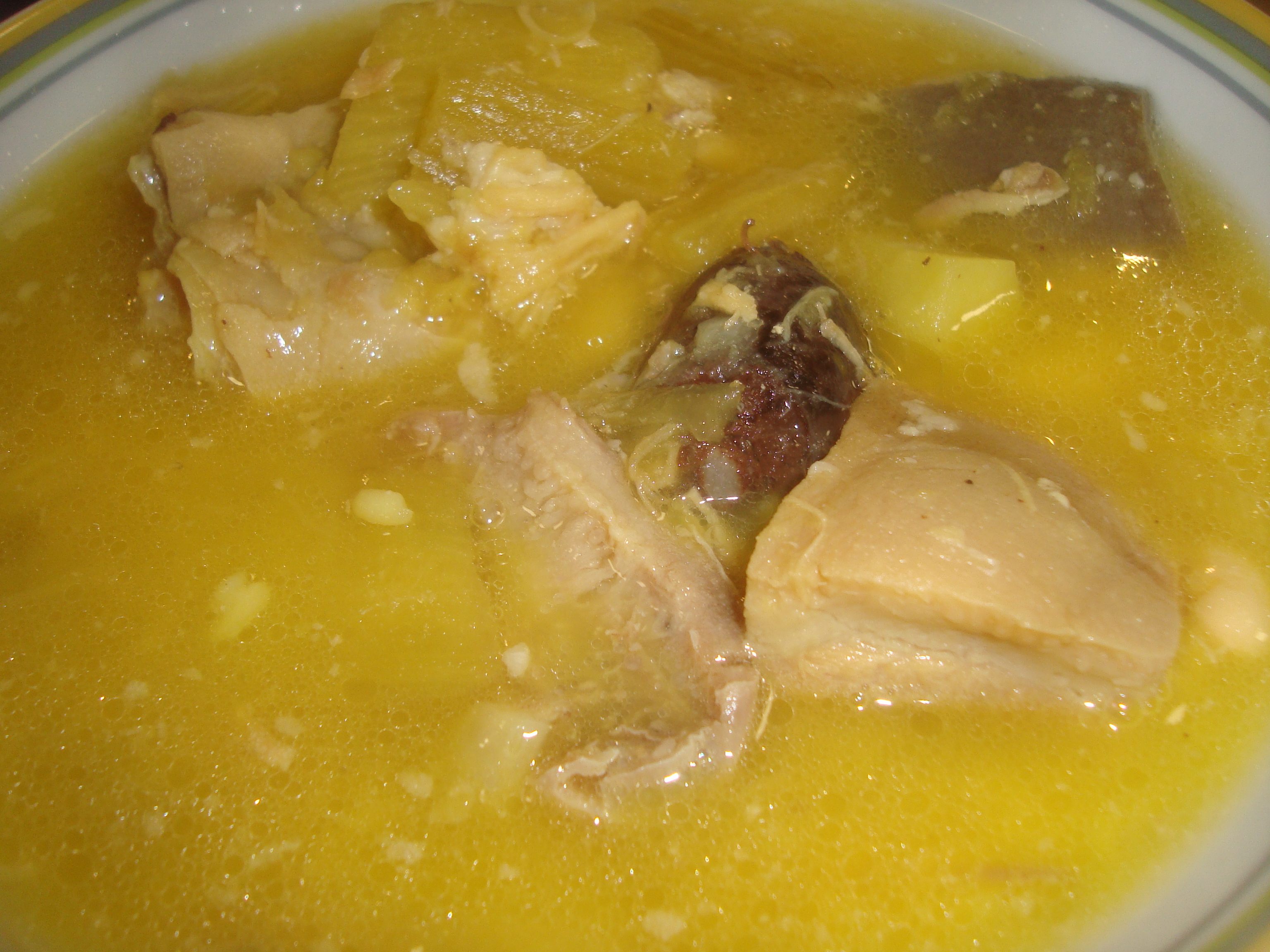
Plato de olla (Castellón).

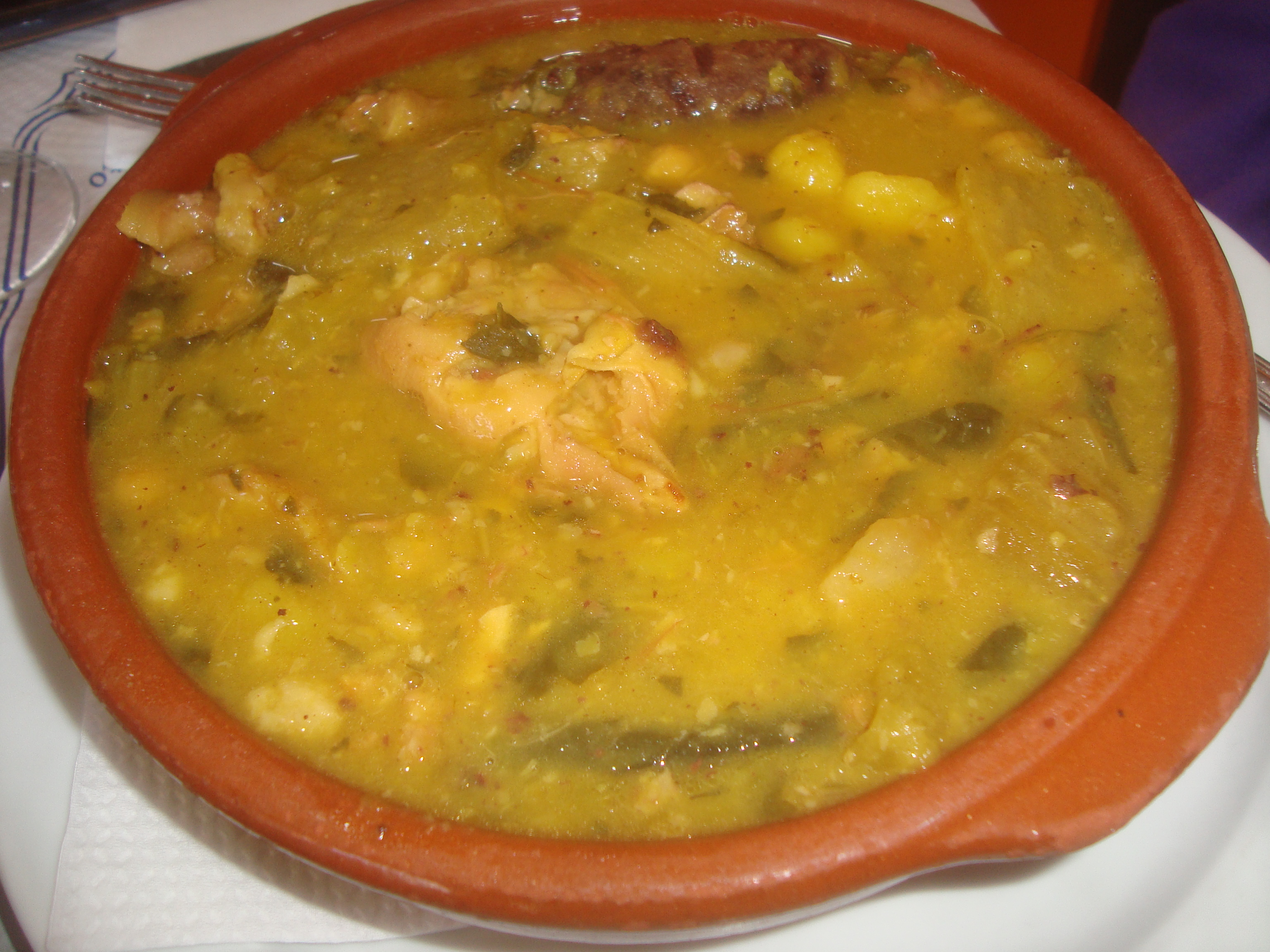
Olla de La Barona.

La olla (denominada también olleta u Olleta d'arròs) es un plato típico de la Comunidad Valenciana (España). Es un guiso que incluye verduras, legumbres, huesos y diferentes carnes y embutidos y en la mayor parte de los casos arroz. Es un consistente plato único típico en general de las comarcas del interior de la Comunidad valenciana aunque también hay alguna variante en las comarcas litorales. Durante años fue muy popular, ya que gracias a la larga cocción necesaria para su preparación (más de dos horas) se podía extraer toda la sustancia a los cortes de carne menos vistosos siendo por ello un plato barato y completo gracias a las verduras que incorpora.

## Variantes
Prácticamente cada pueblo tiene su propia versión de olla, si bien es posible generalizar unas cuantas recetas:
- Olla de recapte: Típica de Morella con cecina.
- Olla de la Plana: No incluye productos cárnicos (sólo verduras como cardo, acelgas, nabo o judías verdes por lo que es tradicional su consumo en la Cuaresma.
- Olla segorbina: Con tocino y dos versiones de cardo o de grumo (repollo).
- Olla churra: muy parecida a la anterior.
- Olleta de músic: Típica de Alcoy con calabaza y sin arroz para que los músicos que amenizan los desfiles de los Moros y Cristianos puedan comer algo caliente por noche sin que se pase el arroz.
- Olla gitana: Típica del Bajo Vinalopó, la Vega Baja del Segura y la Región de Murcia.

## Otros platos similares
Hay otros platos valencianos como el arroz con acelgas, el arroz con alubias y nabos o el blat picat que podrían clasificarse como ollas aunque no reciban esta denominación.